# Vale de Nogueiras
Vale de Nogueiras ist ein Ort und eine ehemalige Gemeinde (Freguesia) im portugiesischen Kreis Vila Real. Die Gemeinde hatte 836 Einwohner (Stand 30. Juni 2011).
Am 29. September 2013 wurden die Gemeinden Vale de Nogueiras und Constantim zur neuen Gemeinde União das Freguesias de Constantim e Vale de Nogueiras zusammengeschlossen.